# Dierentuin van Košice
De dierentuin van Košice (Slowaaks: Košická zoologická záhrada of: Zoologická záhrada Košice) is de grootste dierentuin in Slowakije en bovendien de grootste in Centraal-Europa. Hij ligt uitgestrekt over een oppervlakte van 289 hectaren in de bergachtige streek van Čierna Hora, in het stadsdeel Kavečany (stad: Košice).
Anno 2021 is bijna 75 ha van de totale oppervlakte toegankelijk voor bezoekers.
Op 1 juni 2013 werd ook een Dino Park geopend. Dit park beslaat een oppervlakte van bijna 5 hectare.

## Geschiedenis

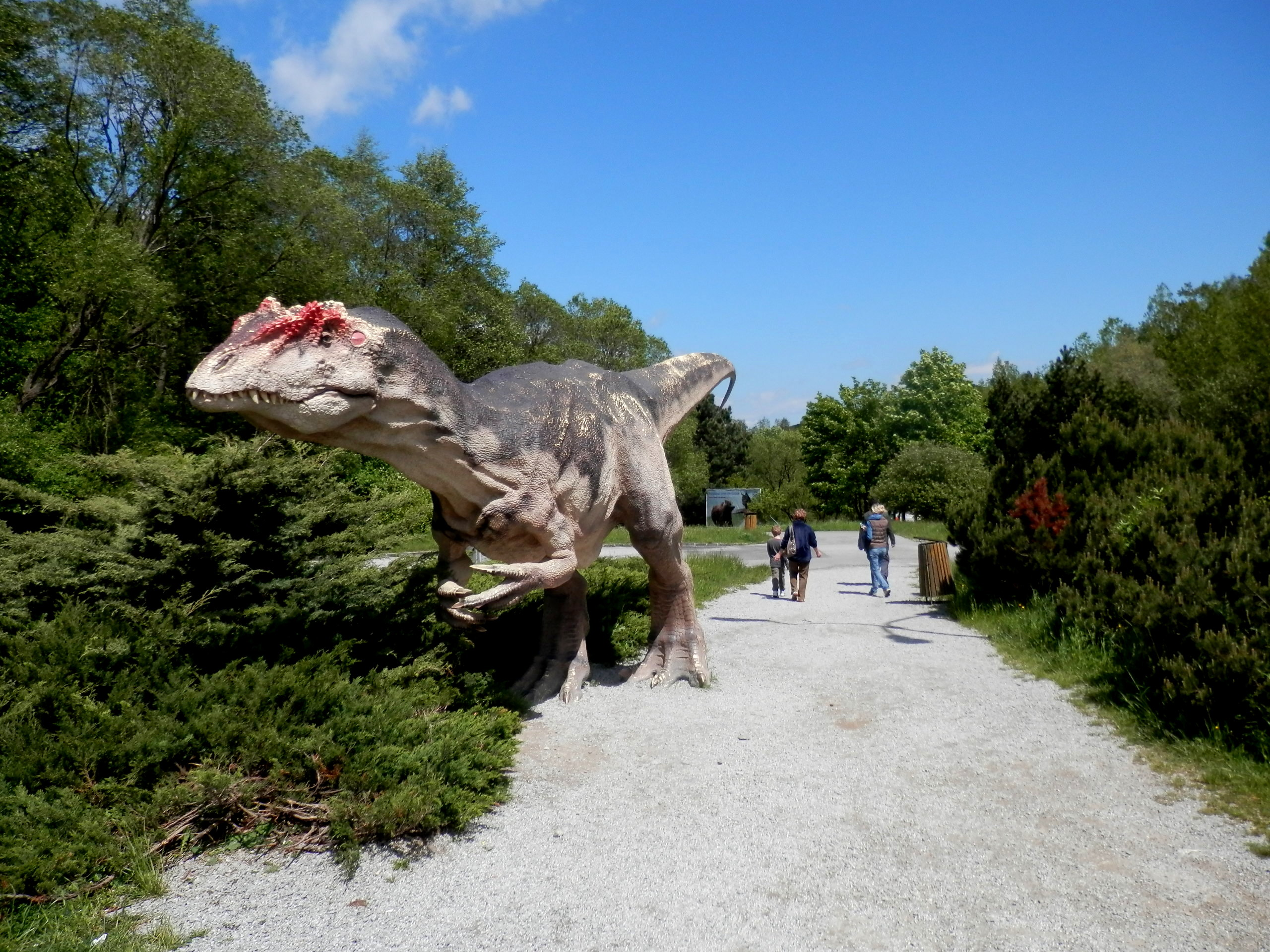
Sedert 2013 is er een park met voorstellingen van dinosauriërs.

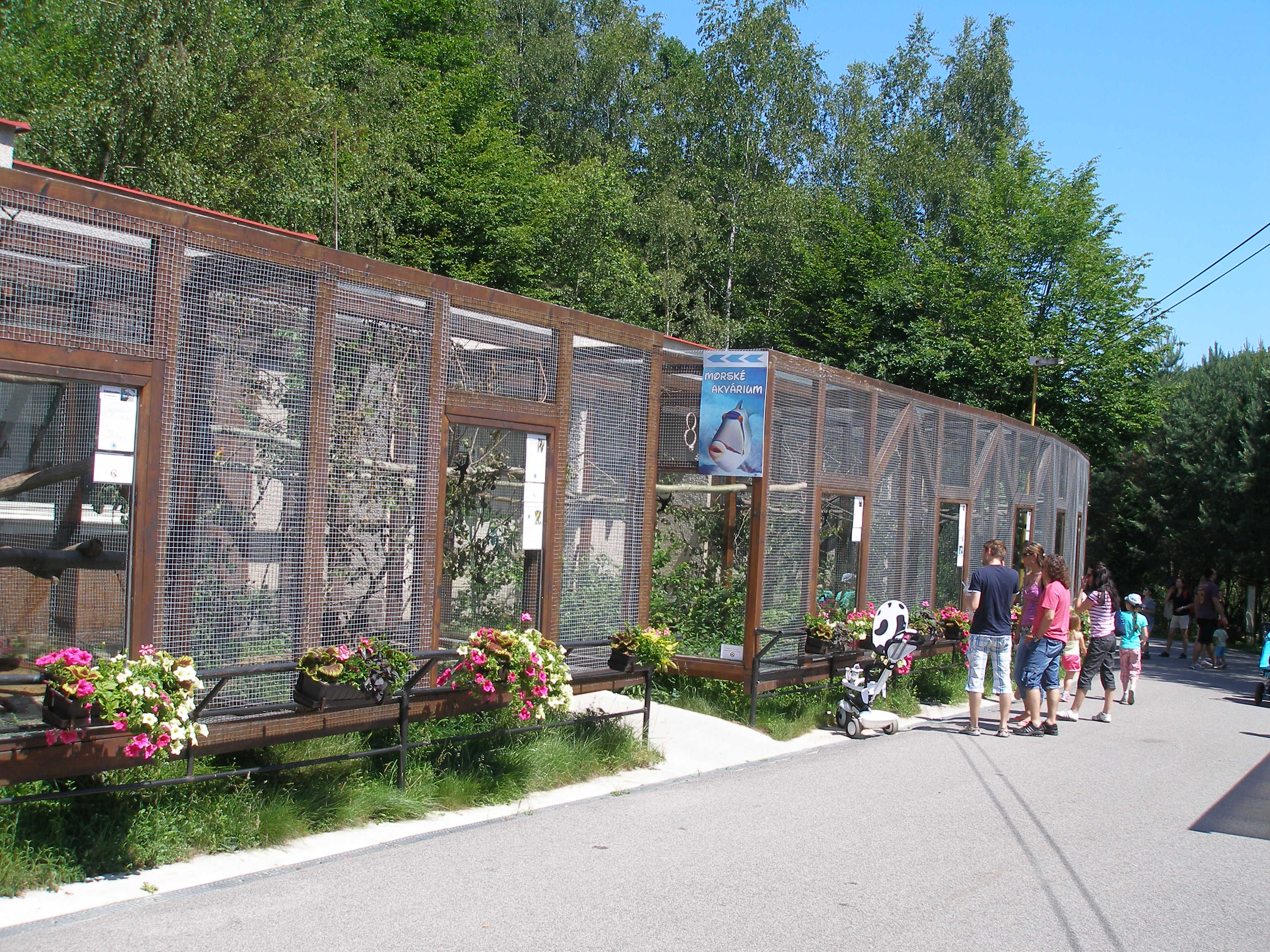

De dierentuin van Košice werd op 1 mei 1979 officieel gesticht. Sedert 1993 is de stad Košice de inrichtende instantie.
Het idee om een dierentuin in Košice te vestigen, dateert uit het begin van de jaren 1960 en 1970. Daarbij speelde ingenieur Josef Vágner - lange tijd directeur van de dierentuin in Dvůr Králové - een sleutelrol : zowel voor het promoten van de bouw als voor het selecteren van de locatie.
De praktische inrichting begon in 1979, maar de ZOO werd pas heel wat later, in 1986, voor het publiek open gesteld. Ze omvatte toen een gebied van 7 hectaren en er waren 23 diersoorten aanwezig : in hoofdzaak dieren voor wie de Karpaten de natuurlijke habitat was.
Van 1985 tot 1991 had de dierentuin ook een externe afdeling met aquarium, genaamd "Vivárium". Deze afdeling bevond zich in een jongerencentrum in de Popradská-straat, nabij het oude stadscentrum Staré Mesto. Ze omvatte de grootste verzameling vissen, amfibieën en reptielen in het toenmalige Tsjecho-Slowakije.
Na de bouw van een aangepast paviljoen in Kavečany (anno 1991) werd het externe Vivárium in het stadscentrum opgeheven.
Anno 2002 werd in de ZOO een uniek broedsucces behaald, toen er berenjongen werden geboren. Hun geboorte werd vermeld in het Guinness Book of Records.

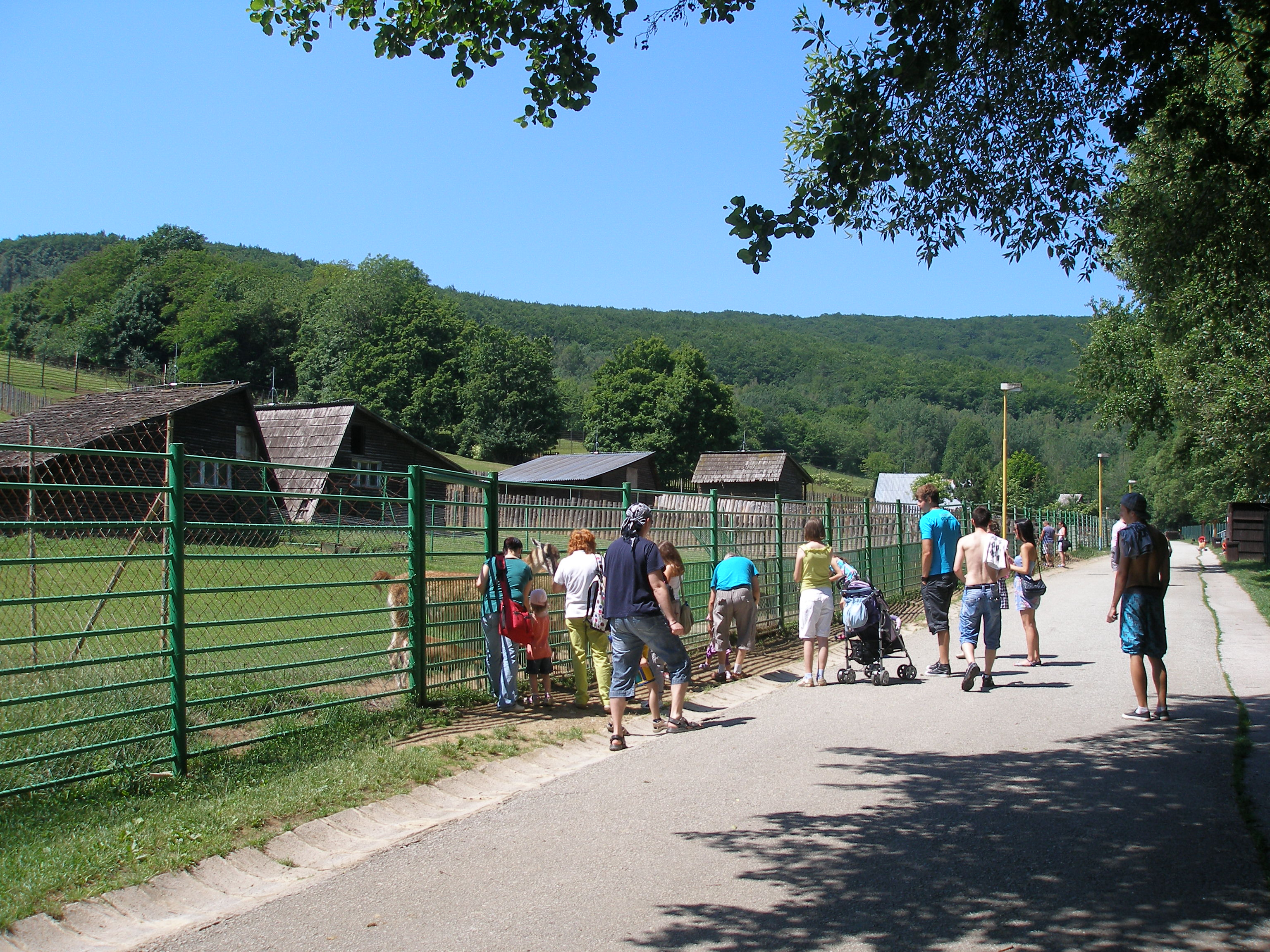

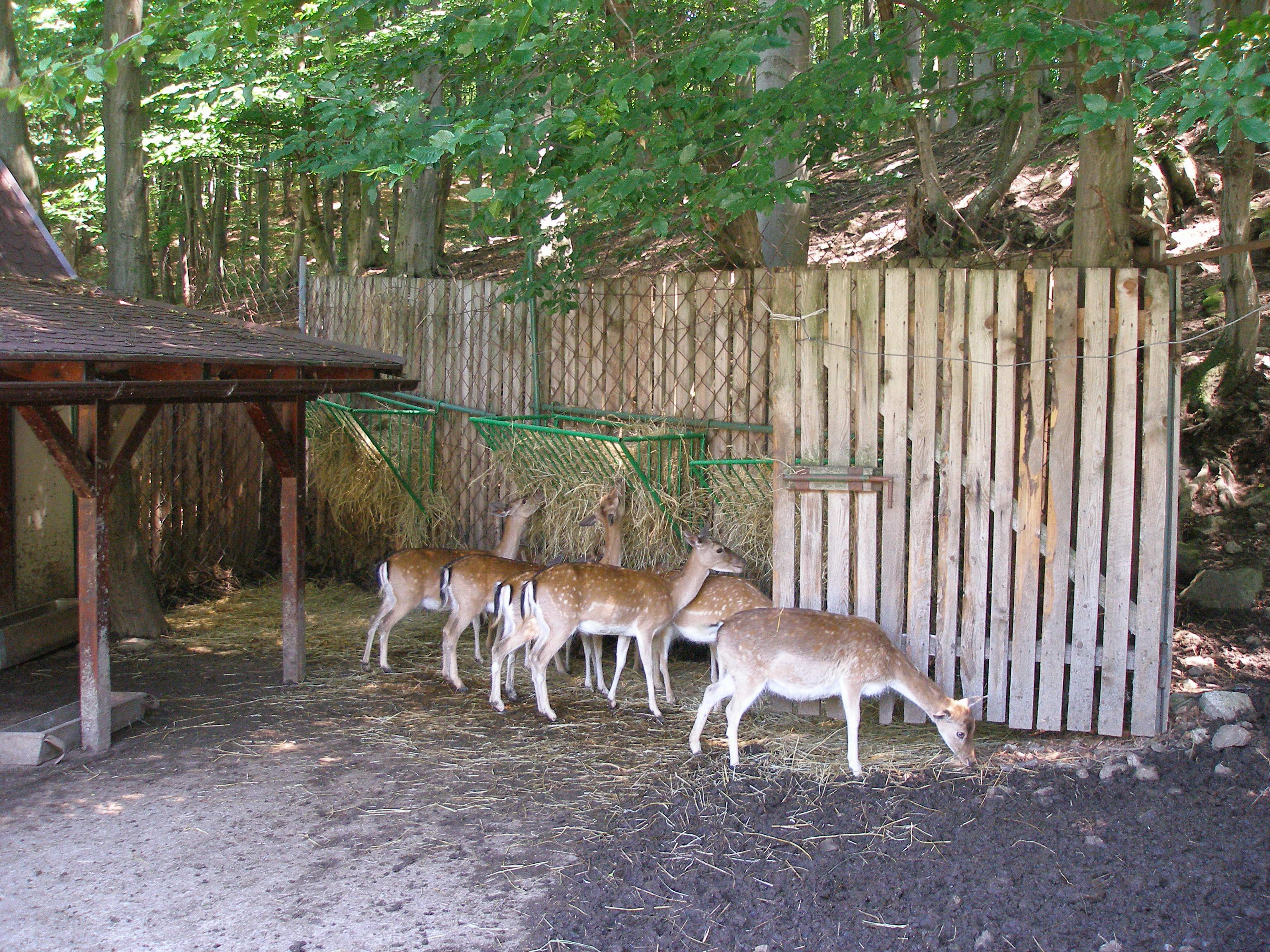

De oorspronkelijke focus op de in hoofdzaak Euraziatische fauna werd geleidelijk verlegd naar een fauna met vertegenwoordiging uit alle continenten.
In 2011 werd in de tuin een botanisch natuurpad aangelegd, in 2012 aangevuld met een vogelpad, in 2013 met een bijenteeltpad, en in 2015 met een geologisch pad  dat betrekking had op de Karpaten en het Altaj-gebergte.
Sedert 2017 werd de dierentuin lid van de Association of World Zoos and Aquariums (WAZA), die ongeveer 270 dierentuinen verenigt.
Anno 2019 creëerde men een route, waar bezoekers bij middel van moderne interactieve technieken de originele fauna van de Karpatenbossen kunnen zien : driedimensionale modellen van amfibieën en ongewervelde reptielen.
In 2020 leefden er ongeveer 1500 dieren in de ZOO van Košice, onderverdeeld in meer dan 285 soorten.
De aanwezigheid van verscheidene van die dieren op deze locatie is uniek voor Slowakije (bijvoorbeeld: zeehonden en gestreepte pinguïns, maar ook Siberische elanden, grootsnaveltoekans en grote condors). In deze dierentuin is ook de grootste volière van het land.
In de dierentuin worden een aantal huisdierrassen gefokt, onder meer Hucul-paarden waarvan het gen is opgenomen in de genenbank van Slowakije. Ook Walisser-geiten (het oorspronkelijke ras van zwart-witte geiten in het Alpengebied van Frankrijk en Zwitserland) worden hier gekweekt.
De ZOO ontvangt jaarlijks ongeveer tweehonderdduizend belangstellenden en is bij vertrek uit Košice bereikbaar met het openbaar vervoer (buslijn 29).
Anno 2019 waren er 254.528 bezoekers. Het aandeel buitenlandse toeristen bedroeg ongeveer 35 percent.

## Soortenbescherming

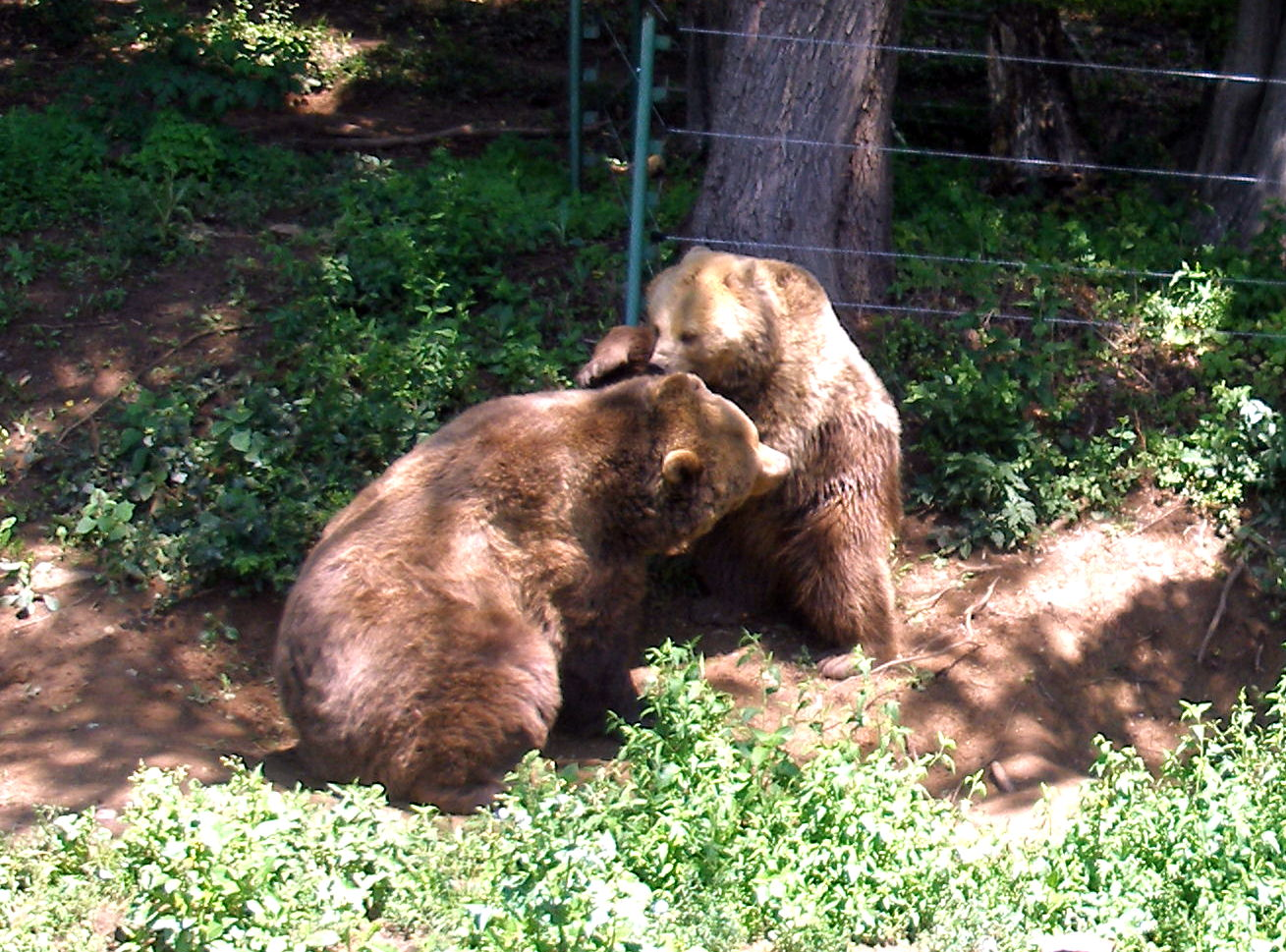

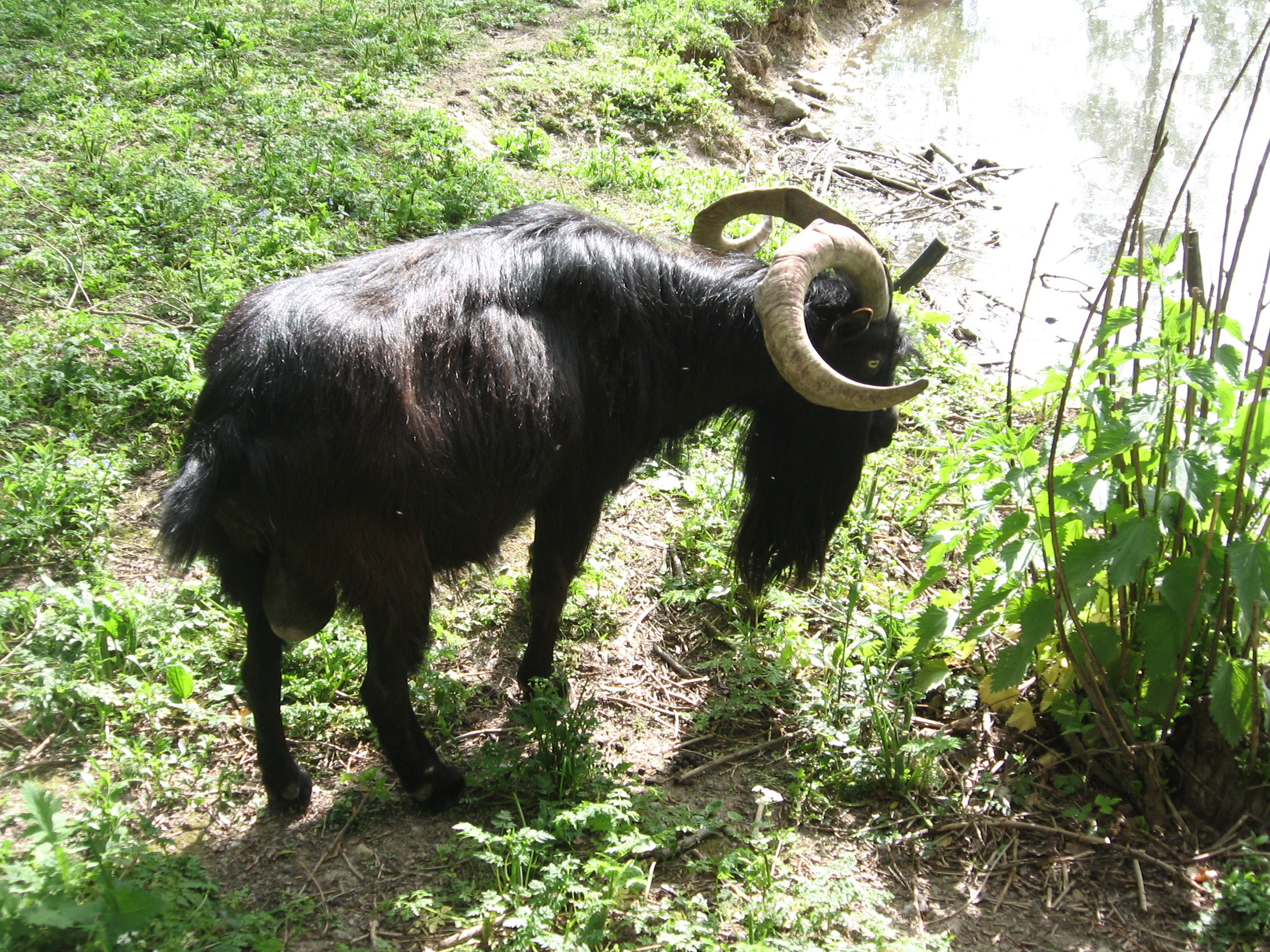

De dierentuin van Košice neemt deel aan verscheidene programma's voor het behoud van biodiversiteit. In samenwerking met het WWF en het Nationaal park Krkonoše nam de ZOO in de jaren 1980 en 1990 deel aan de repatriëring van de Karpatische lynx (Lynx lynx carpathicus) naar Frankrijk en Tsjechië.
In 1991 en 2011 werden er drie przewalskipaarden (Equus przewalskii) gefokt, die naderhand gerepatrieerd werden bij het wild in Mongolië.
In de afgelopen jaren werden er ook jonge steenuilen (Athene noctua) gekweekt. Zij werden geleverd voor een repatriëringproject in Tsjechië.
Sinds 2018 coördineert de ZOO het pan-Europese fokprogramma EEP voor de met uitsterven bedreigde humboldtpinguïn (Spheniscus humboldti) die momenteel naarstig in 97 dierentuinen in Europa wordt gekweekt (aantal : ongeveer 2400 individuen). Daarnaast beheren ze ook het stamboek voor de gems.
Sedert 2019 is de dierentuin betrokken bij het UCSZOO-project voor de redding van de zeldzame steppezebra (ondersoort : Equus quagga borensis). Men tracht deze verdwijnende ondersoort te redden door de teelt via menselijke zorg. Om die reden werden twee individuen geïmporteerd.

## Lidmaatschap van organisaties

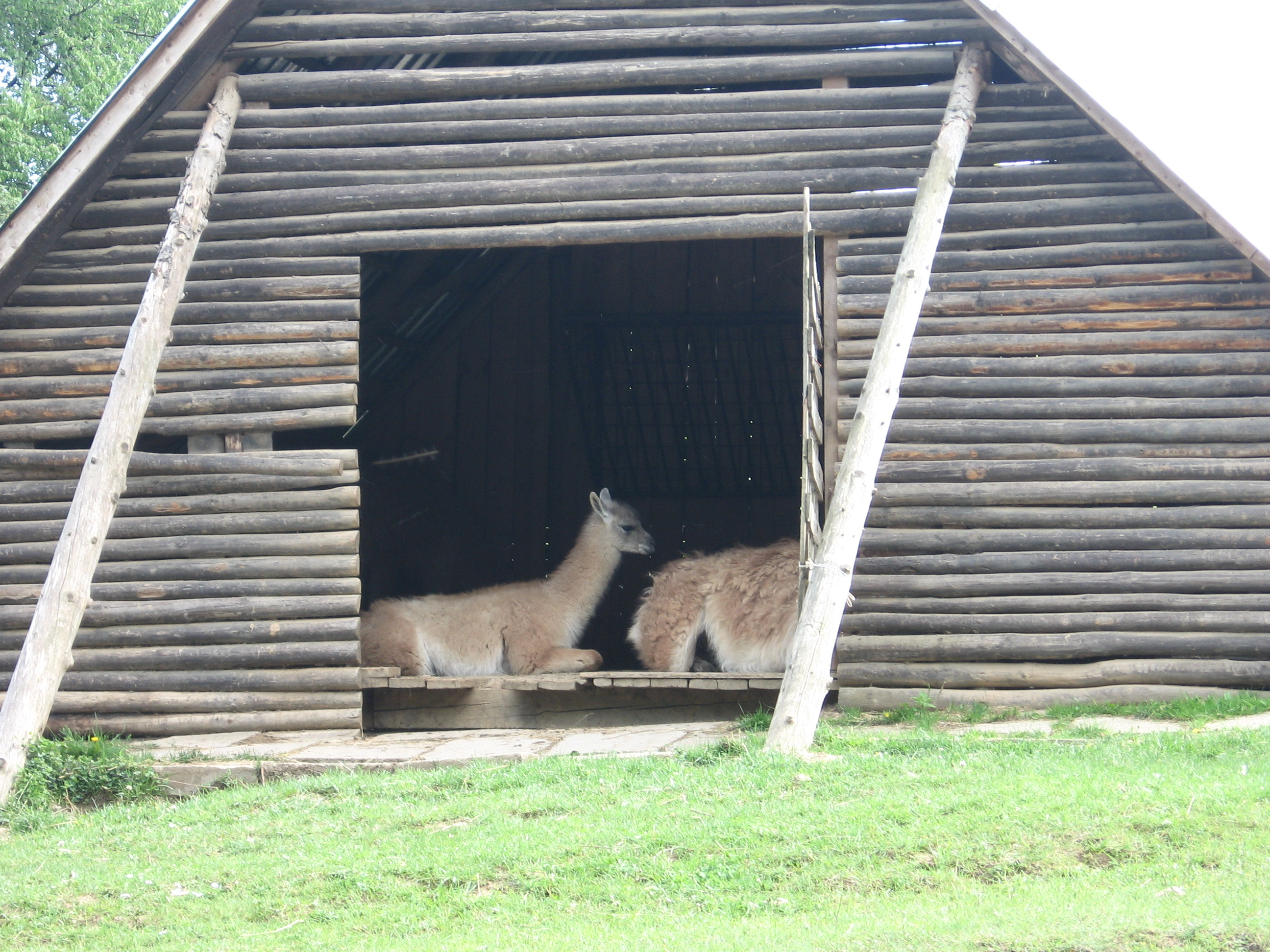

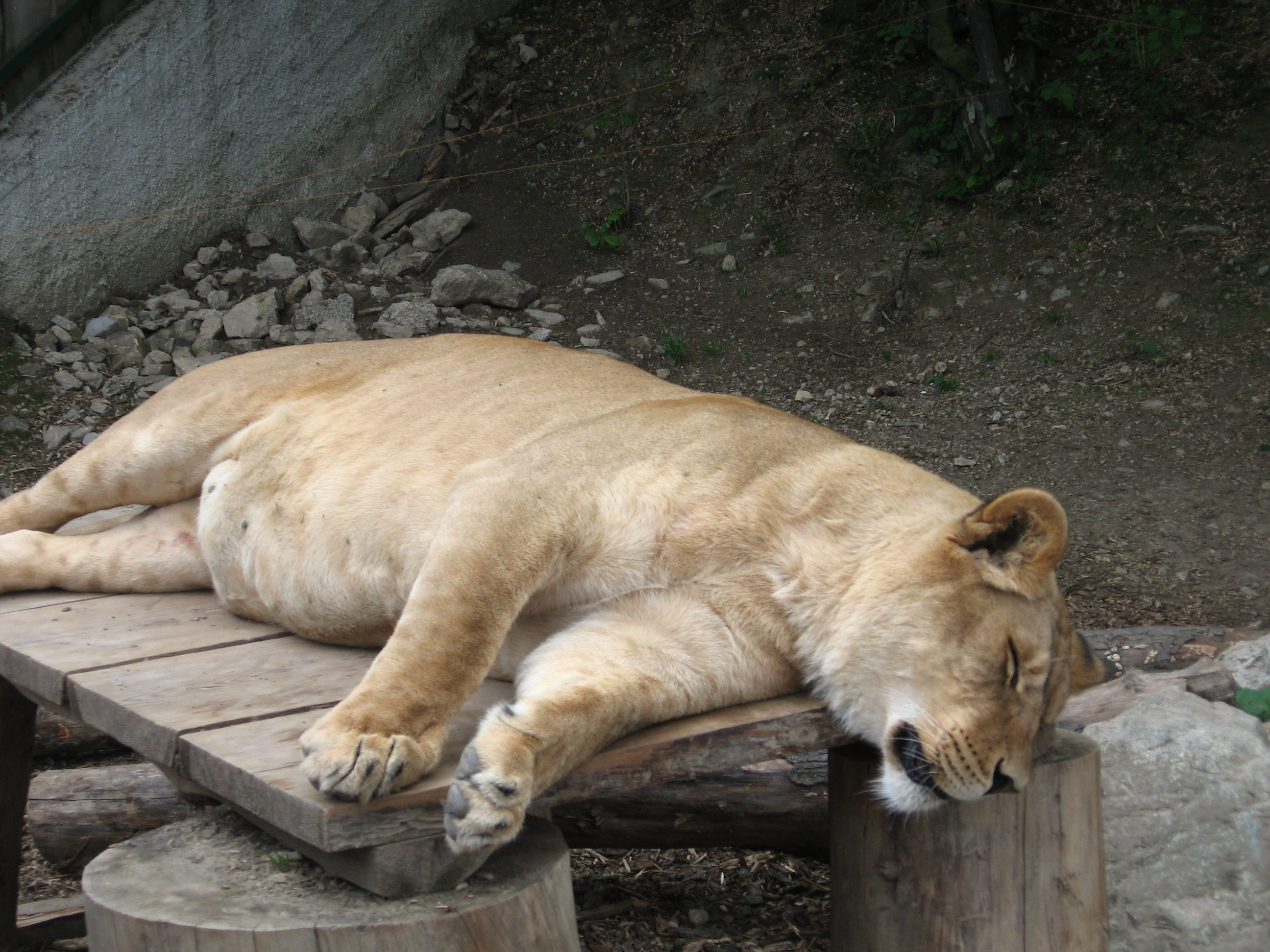

Košice Zoo is een actief lid van onder meer de volgende natuurbeschermingsorganisaties :
- WAZA (Wereldvereniging van dierentuinen en aquaria),
- EAZA (Europese vereniging van dierentuinen en aquaria),
- UCSZOO (Unie van Tsjechische en Slowaakse dierentuinen),
- EARAZA (Euraziatische vereniging van dierentuinen en Aquaria),
- IZE (International Zoo Educators' Association),
- Species360 (International Zoo Information System).

## Gekweekte soorten

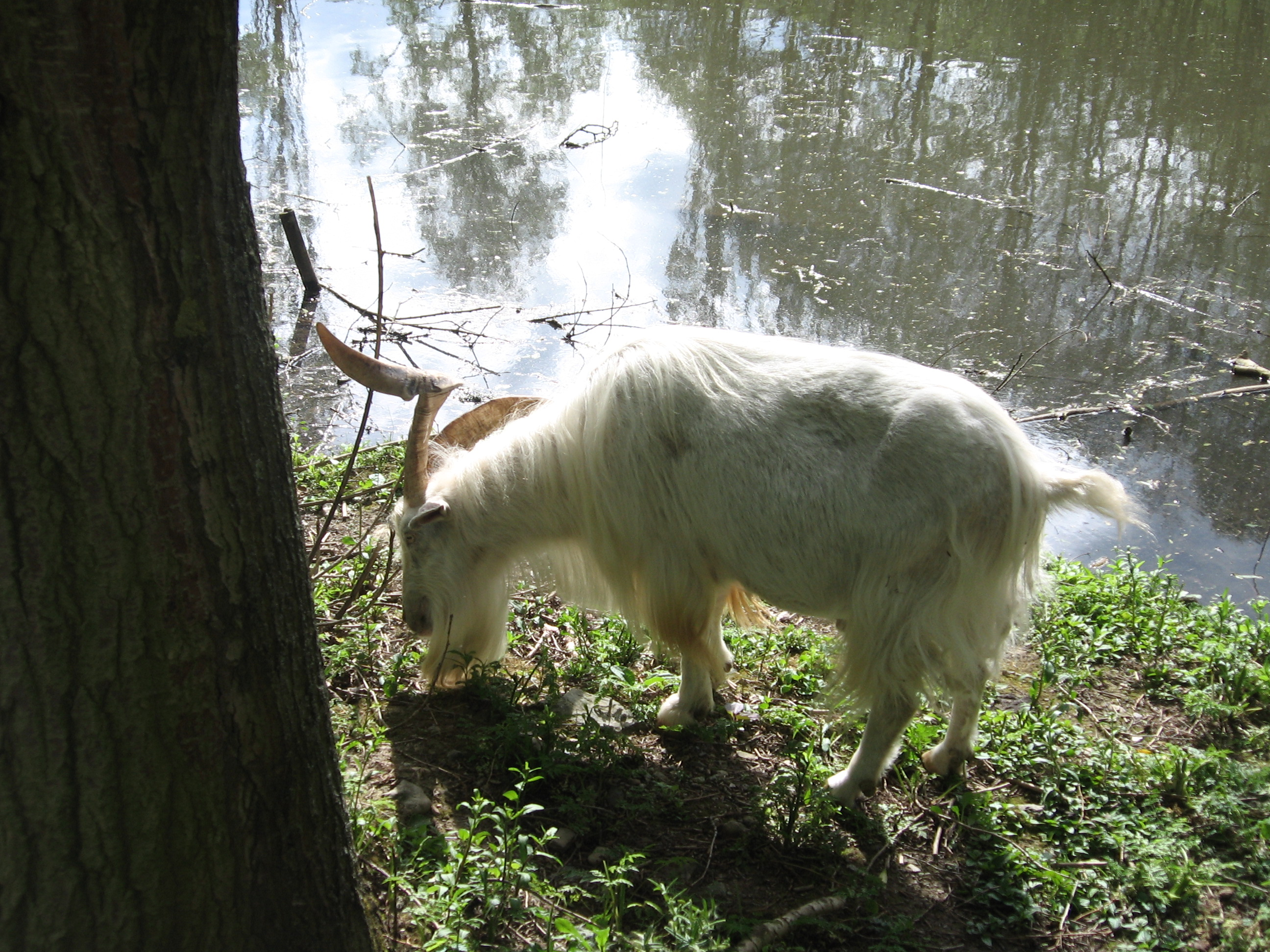

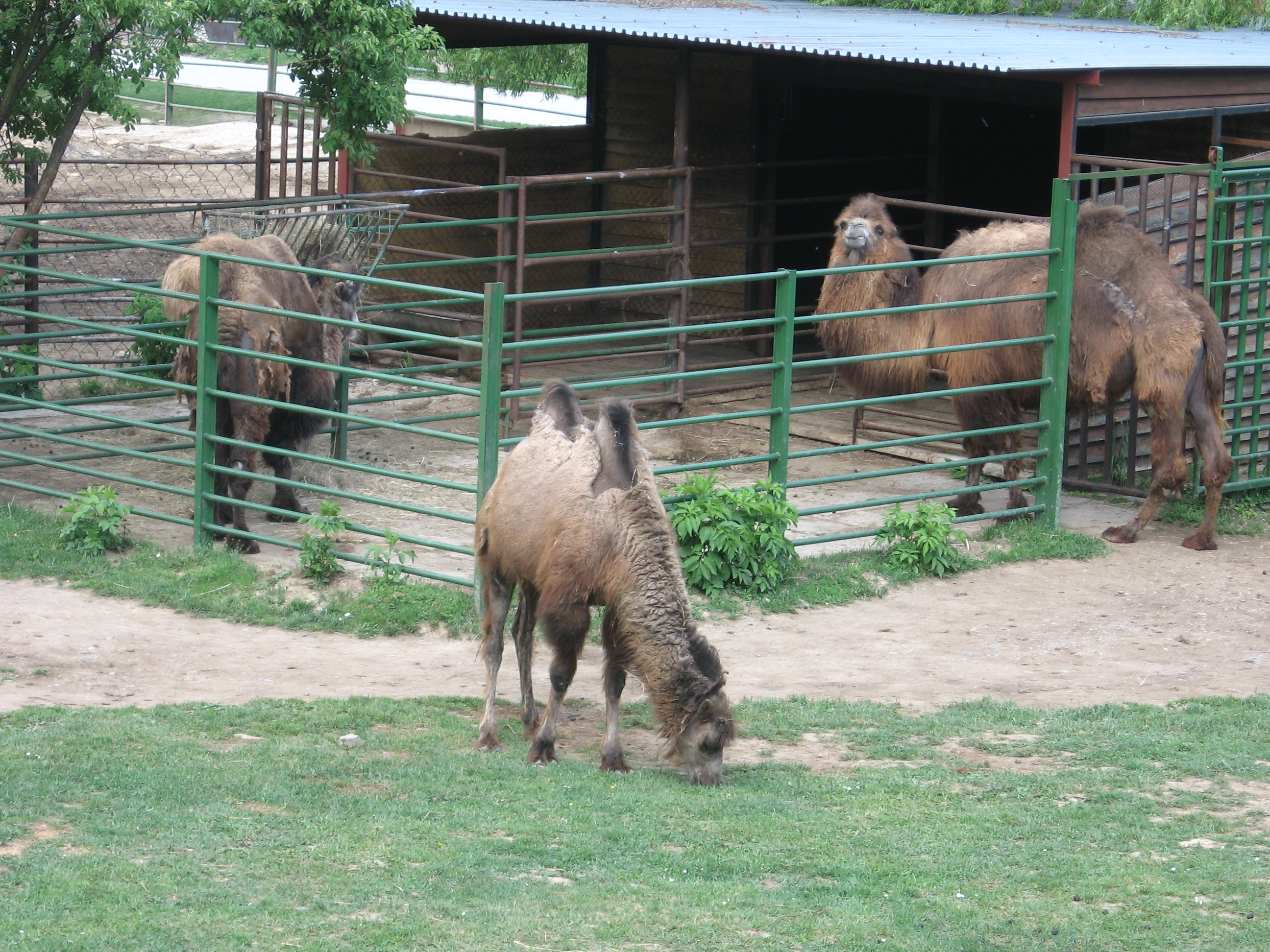

De zeldzaamste gekweekte soorten waren op 31 december 2020: 
- Breedvoorhoofdkrokodil (Osteolaemus tetraspis tetraspis)
- Bonte varaan (Varanus varius)
- Oostelijke smaragdhagedis (Lacerta viridis)
- Humboldtpinguïn (Spheniscus Humboldtii)
- Madagaskartaling (Anas bernieri)
- West-Indische fluiteend (Dendrocygna arborea)
- Stellers zeearend (Halliaeetus pelagicus)
- Andescondor (Vulthurus gryphus)
- Chinese kraanvogel (Grus japonnensis)
- Saruskraanvogel (ondersoort : Grus antigone gillae)
- Witte oorfazant (ondersoort : Crossoptilon crossoptilon drouynii)
- Nepalfazant (ondersoort : Lophura leucomelanos hamiltonii)
- Wallichs fazant (Catreus wallichii)
- Swinhoes fazant (Lophura swinhoii)
- Geelvleugelara (Ara macaco)
- Blauwkopara (Propyrrhura couloni)
- Roodborsttoekan (Ramphastos dicolorus)
- Reuzentoekan (Ramphastos toco)
- Balispreeuw (Leucopsar rothschildi)
- Shamalijster (Copsychus malabaricus)
- Zuidelijke hoornraaf (Bucorvus leadbeateri)
- Papoea-jaarvogel (ondersoort : Rhyticeros plicatus ruficollis)
- Zilveroorneushoornvogel (Bycanistes brevis)
- Pinchéaapje (Saguinus oedipus)
- Witgezichtoeistiti (Callithrix geoffroyi)
- Vari (Varecia variegata)
- Berberaap (Macaca sylvanus)
- Goudwanggibbon (Nomascus gabriellae)
- Kleine panda (Ailurus fulgens)
- Noord-Chinese panter (Panthera pardus japonensis/orientalis)
- Manoel (Ocotolobus manul)
- Gewone zeehond (Phoca vittulina)
- Przewalskipaard (Equus przewalskii)
- Kulan (Equus hemionus kulan)
- Algazel (Oryx dammah)
- Litschiewaterbok (ondersoort : Kobus leche kafuensis)
- Wisent (Bison bonasus)
- Gems (Rupicapra rupicapra)
- Takin (Budorcas taxicolor)

## Broedsuccessen
1. Reptielen:
  - Ambonese doosschildpad
  - Europese moerasschildpad
  - Vierstreepslang
  - Koningspython
2. Vogels:
  - Emoe
  - Humboldtpinguïn
  - Blauw-gele ara
  - Woestijnbuizerd
3. Zoogdieren:
  - Bruine beer (Ursus arctos)
  - Euraziatische lynx (Lynx lynx carpathicus)
  - Capibara (waterzwijn) (Hydrochoerus hydrochaeris)
  - Steppezebra (ondersoort : Equus quagga borensis)
  - Europese moeflon (Ovis gmelini musimon)
  - Siberische wezel (Mustela sibirica)
  - Amerikaanse poema (Puma concolor)
  - Siberische wezel (Mustela sibirica)
  - Sumatraanse tijger (Panthera tigris sumatrae)
  - Witstaartstekelvarken (Hystrix indica)
  - Tamme lama (Lama glama)
  - Alpaca lama (Dwerglama) (Vicugna pacos)
  - Kameel (Camelus bactrianus)
  - Przewalskipaarden (Equus przewalskii)
  - Chapmanzebra (Equus quagga chapmani)
  - Turkmeense kulan (Equus hemionus kulan)
  - Karpatische pony (Huculska)
  - Bosmoeflon (Ovis orientalis)
  - Leeuwenwelpen (Panthera leo)
  - Blauw gestreepte gnoe (Connochaetes taurinus)
  - Sabelhoornige neushoorn (Rhinoceros)
  - Elandantilope (Taurotragus oryx)
  - Nijlgauantilope (Boselaphus tragocamelus)
  - Hertenantilope (Cervidae)
  - Europese bizon (Bison bonasus)

1. - Gems (Rupicapra rupicapra)
  - Siberische steenbok (Capra sibirica)
  - Paterdavidshert (Elaphurus davidianus)
  - Himalayathargeit (Hemitragus jemlahicus)

## Illustraties

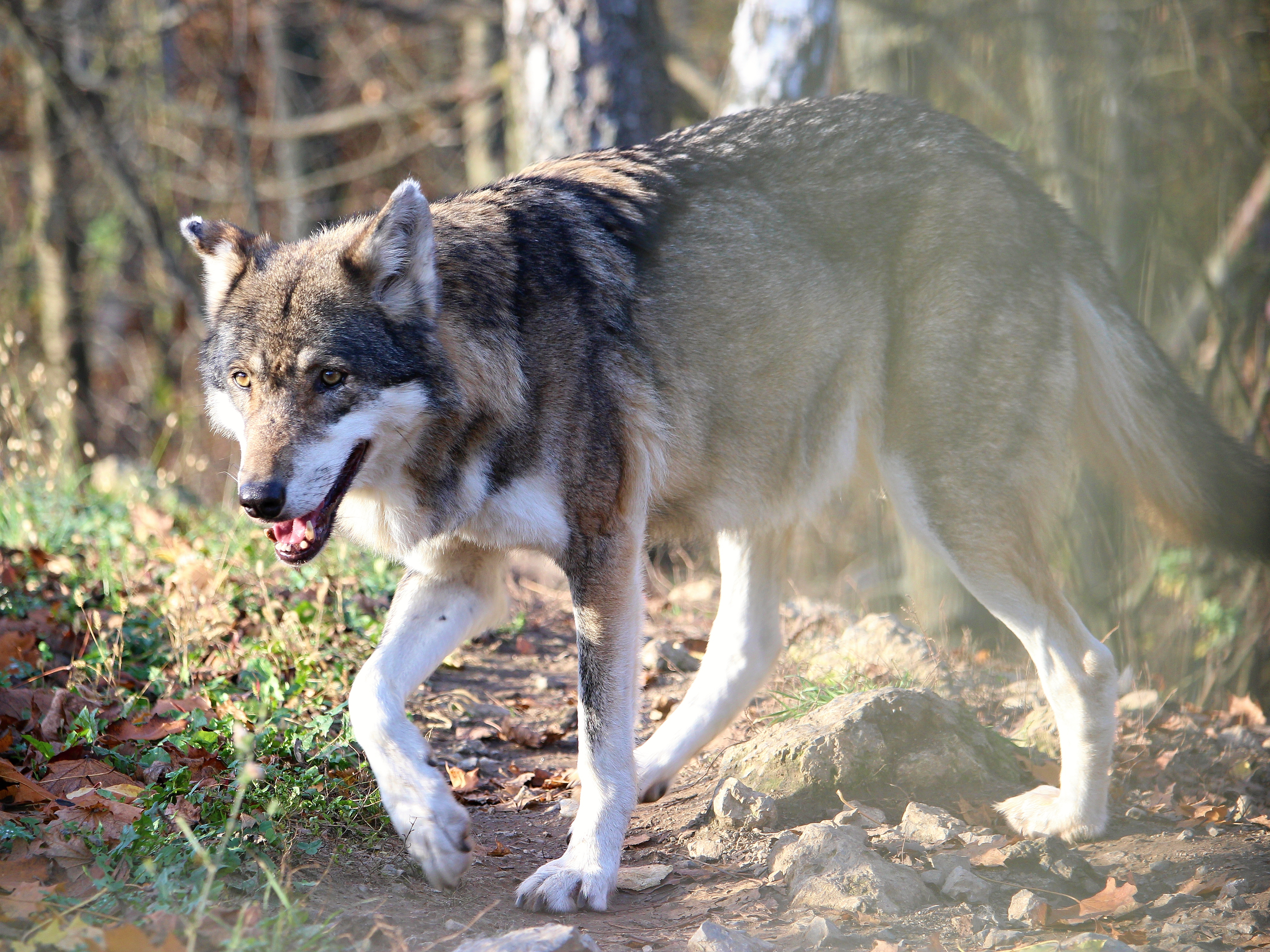
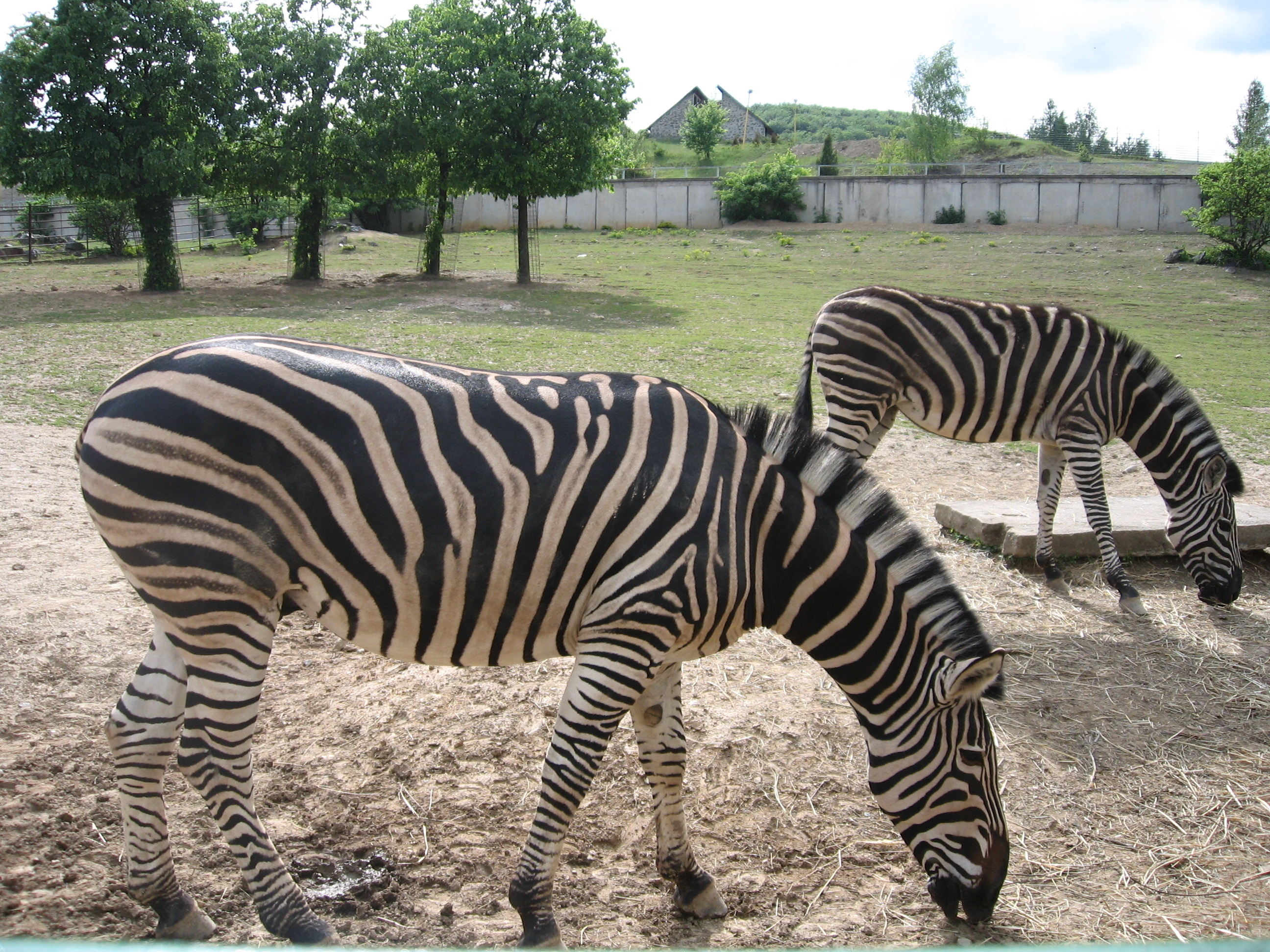
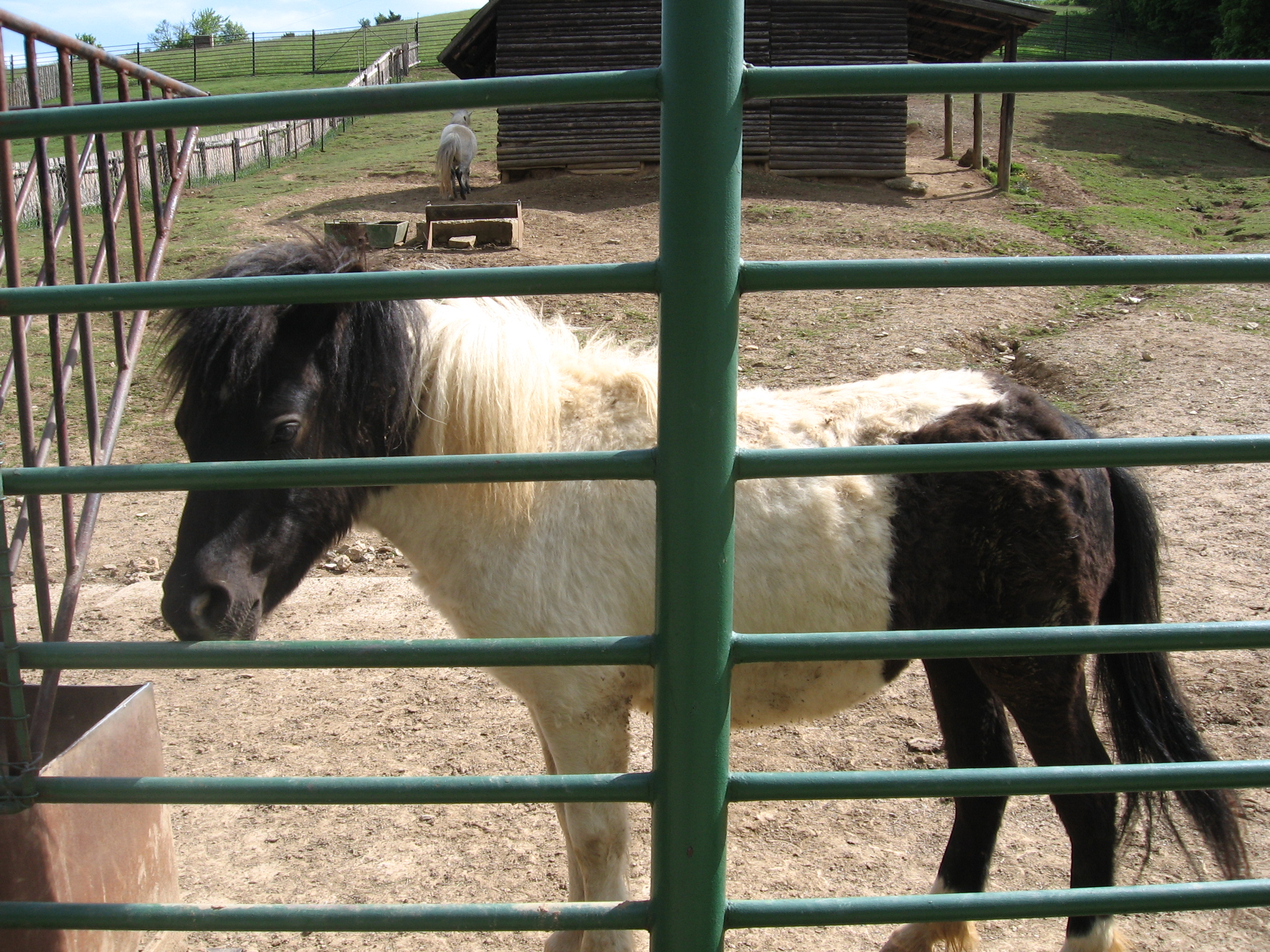
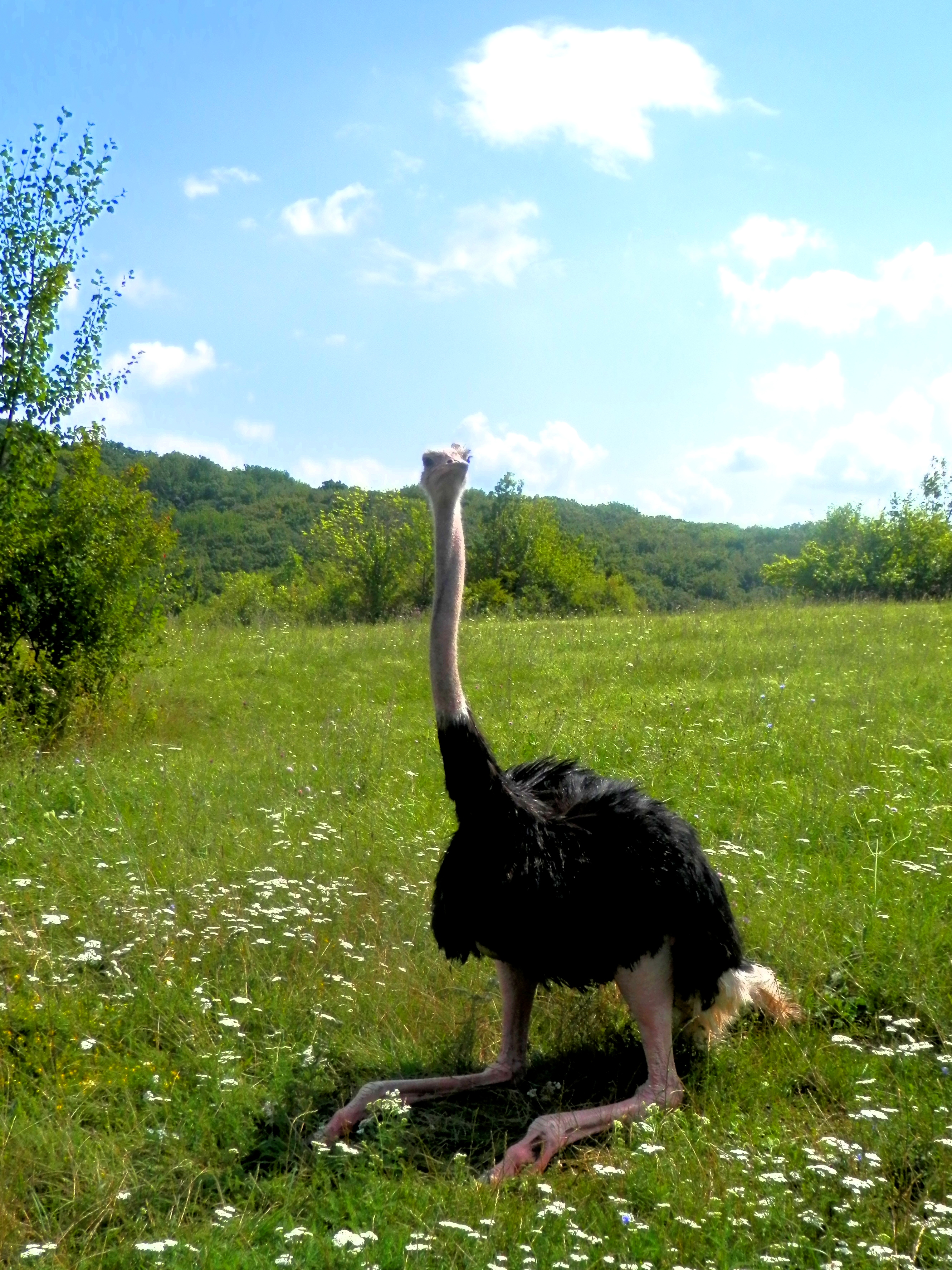

Afbeeldingen van de dierentuin.